# Ла-Мініта (Техас)
Ла-Мініта (англ. La Minita) — переписна місцевість (CDP) в США, в окрузі Старр штату Техас. Населення — 129 осіб (2020).

## Географія
Ла-Мініта розташована за координатами 26°30′8″ пн. ш. 99°4′25″ зх. д. / 26.50222° пн. ш. 99.07361° зх. д. (26.502256, -99.073505).  За даними Бюро перепису населення США в 2010 році переписна місцевість мала площу 1,36 км², уся площа — суходіл.

## Демографія
Згідно з переписом 2010 року, у переписній місцевості мешкала 171 особа в 48 домогосподарствах у складі 43 родин. Густота населення становила 126 осіб/км².  Було 51 помешкання (38/км²).
Расовий склад населення:
| - 94,7 % — білих - 5,3 % — осіб інших рас |

До двох чи більше рас належало 0,0 %. Частка іспаномовних становила 98,8 % від усіх жителів.
За віковим діапазоном населення розподілялося таким чином: 32,2 % — особи молодші 18 років, 60,8 % — особи у віці 18—64 років, 7,0 % — особи у віці 65 років та старші. Медіана віку мешканця становила 28,3 року. На 100 осіб жіночої статі у переписній місцевості припадало 101,2 чоловіків;  на 100 жінок у віці від 18 років та старших — 96,6 чоловіків також старших 18 років.
Середній дохід на одне домашнє господарство  становив 83 676 доларів США (медіана — 68 958), а середній дохід на одну сім'ю — 71 427 доларів (медіана — 56 250). 
Цивільне працевлаштоване населення становило 55 осіб. Основні галузі зайнятості: освіта, охорона здоров'я та соціальна допомога — 58,2 %, публічна адміністрація — 21,8 %, мистецтво, розваги та відпочинок — 14,5 %.